# Lee Zii Jia
Lee Zii Jia (chiń. 李梓嘉) (ur. 29 marca 1998 w Alor Setar) – malezyjski badmintonista pochodzenia chińskiego, medalista olimpijski z Paryża (2024).

## Życiorys
Urodził się 29 marca 1998 w Alor Setar w stanie Kedah. Jego rodzice byli mieszkającymi w Malezji Chińczykami. Zaczął trenować badmintona w wieku sześciu lat.
W 2021 w barwach Malezji wziął udział w Letnich Igrzyskach Olimpijskich 2020 w Tokio, gdzie w grze pojedynczej mężczyzn doszedł do 1/8 finału, gdzie przegrał z Chen Longiem. W 2024 roku ponownie wystartował na igrzyskach olimpijskich, gdzie w grze pojedynczej mężczyzn zdobył brązowy medal.